# Rottorps naturreservat
Rottorps naturreservat är ett naturreservat i Örebro kommun i Örebro län.
Området är naturskyddat sedan 2017 och är 42 hektar stort. Reservatet består av löv- och ädellövskog, barrskog och blandskog. Berggrunden är rik på kalk.